# Jurjevec (Horvátország)
 Jurjevec  falu Horvátországban Krapina-Zagorje megyében. Közigazgatásilag Krapinske Toplicéhez tartozik.

## Fekvése
Zágrábtól 31 km-re északnyugatra, községközpontjától  4 km-re délkeletre a Horvát Zagorje északnyugati részén fekszik.

## Története
A településnek 1857-ben 155, 1910-ben 239 lakosa volt. Trianonig Varasd vármegye Pregradai járásához tartozott. A településnek 2001-ben 162 lakosa volt.

## Nevezetességei
A Habulinec-kastély, melyet más néven Lego-kastélynak is neveznek, mert sok tornyával egy legóvárra emlékeztet. Mijo Habulinec zagorjei vállalkozó tulajdona 2002-ben épült. Szállodaként üzemelt, jelenleg nem látogatható.

## Külső hivatkozások
- Krapinske Toplice község hivatalos oldala
- Krapinske Toplice turisztikai portálja
- A Habulinec-kastély rövid ismertetője